# Jean Baptiste Louis Gros

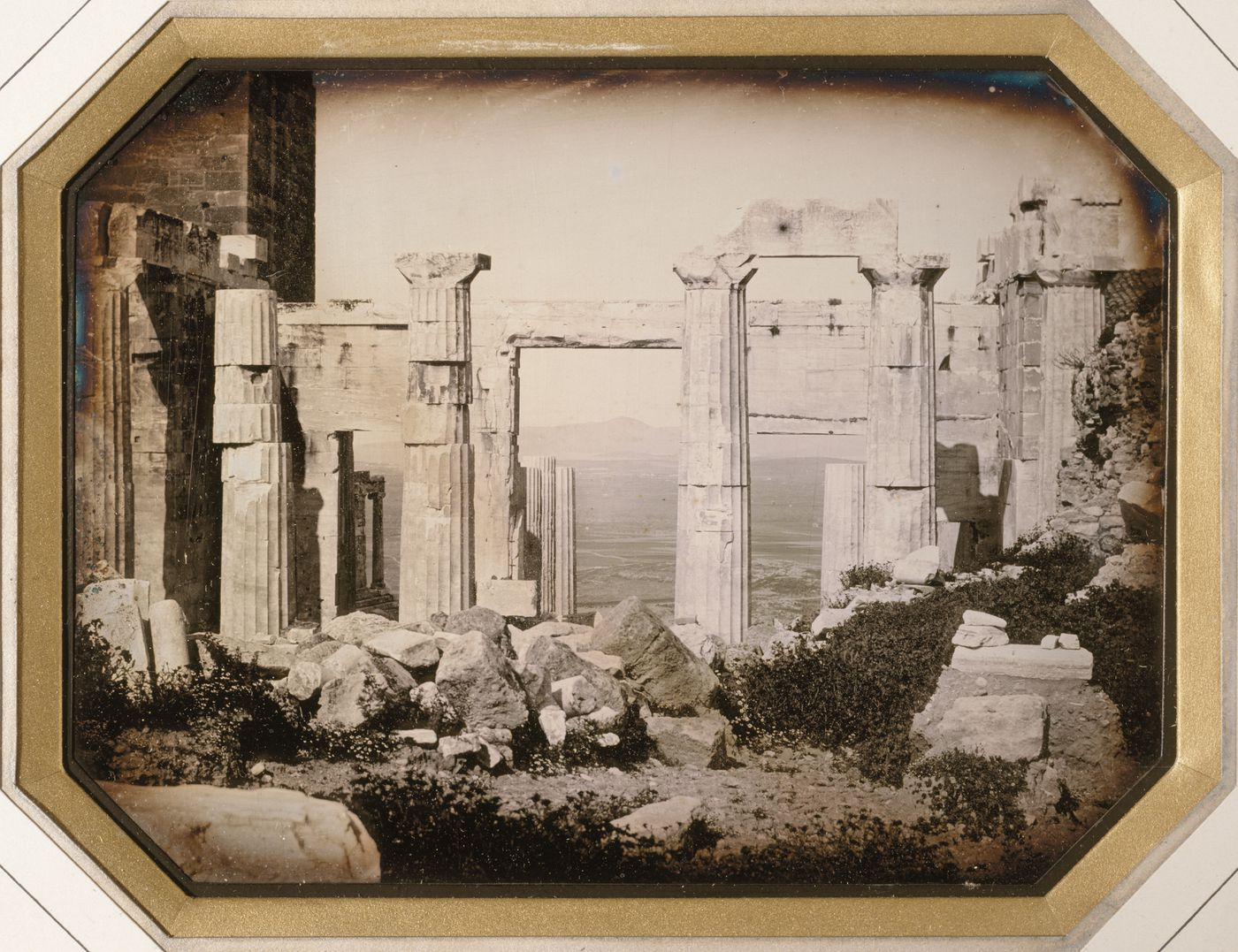
Fachada este de la Propylaea en la Acrópolis, daguerrotipo, 1850.

El Barón Jean Baptiste Louis Gros (1793 - 1870) fue un fotógrafo y diplomático francés.

## Biografía
Nació en 1793; fue hijo de un empleado de la Duquesa de Borbón. Ingresó en la carrera diplomática; en 1823 fue destinado a Lisboa y cinco años después a Egipto. En 1831 encabezó una misión diplomática a México y en 1838 fue enviado a Bogotá como jefe de la delegación francesa.
Fue uno de los primeros seguidores del procedimiento de Daguerre. En 1839 comenzó a realizar daguerrotipos; uno de los primeros lo hizo en Buenos Aires en 1840, con una óptica de Charles Chevalier con quién en 1846 mantuvo una polémica sobre el modo de conseguir mejores daguerrotipos. Durante estos años alternaba largos periodos de residencia en Francia con otros en Colombia, donde creó un círculo de aficionados a las técnicas fotográficas, además de desarrollar sus propios daguerrotipos. En 1847 publicó Recueil de mémoires et de procédés nouveaux concernant la photographie (Recolección de recuerdos y nuevos procesos relativos a la fotografía) donde daba a conocer sus propios procesos.
En 1850 viajó a Atenas, donde realizó daguerrotipos de la Acrópolis y escribió un libro sobre sus experiencias fotográficas titulado Quelques notes sur la photographie sur plaques métalliques (Algunas notas sobre la fotografía en placas metálicas). Un año después fue nombrado presidente de la Sociedad Heliográfica y al desaparecer ésta fue miembro fundador de la Sociedad Francesa de Fotografía.
En 1857 fue enviado a China donde tres años después actuó como embajador para negociaciones de paz. Entre 1862 y 1863 fue embajador en el Reino Unido.
Aprovechó los diferentes lugares a los que fue destinado (Inglaterra, Portugal, Grecia, Colombia, Argentina, China y Japón) para la práctica de la fotografía, con imágenes de paisajes, arquitectura, arqueología y urbanismo en estos países. A él se deben las primeras vistas de Bogotá, la Acrópolis y otros monumentos. Gran parte de su obra se puede encontrar en la Biblioteca Nacional de Francia y en la Sociedad Francesa de Fotografía.